# Fuite de gaz et de pétrole d'Assam
La fuite de gaz et de pétrole d'Assam, également appelée fuite de gaz de Tinsukia ou fuite de gaz de Baghjan, est une fuite de gaz de pétrole et de pétrole qui s'est produite dans le champ de pétrole de Baghjan de l'Oil India Limited dans le district de Tinsukia, dans l'état d'Assam, en Inde, le 27 mai 2020 en raison de défaillances des systèmes de pression dans le puits de pétrole. Des milliers de personnes et plusieurs villages ont été évacués. Il y a eu des décès signalés de plusieurs animaux aquatiques dans la région voisine. Au 5 juin 2020, le gaz fuyait toujours de manière incontrôlable. Une équipe d'experts d'une entreprise basée à Singapour a été appelée pour inspecter la situation.

## Incendie
Le 9 juin 2020, le puits de pétrole a pris feu. L'incendie s'est rapidement propagé à une zone plus vaste et a brûlé les arbres, les cultures et les maisons à proximité. L'incendie a également entraîné la mort de deux employés.

## Évacuation
Des milliers de personnes sont évacuées et la National Disaster Response Force (en) a été déployée dans la région. L'Indian Air Force et l'Indian Army y participent également.